# Tape (Film)
Tape ist ein US-amerikanisches Filmdrama von Richard Linklater aus dem Jahr 2001. Stephen Belber schrieb das Drehbuch anhand des eigenen Theaterstücks.

## Handlung
Die Handlung spielt in einem Motelzimmer. Der Dealer Vince wird von seinem alten Freund Jon Salter, einem Autor von Dokumentarfilmen, besucht. Sie sprechen über die alten Zeiten und über Amy Randall, mit der Vince damals zusammen war. In dieser Zeit hatten Randall und Vince keinen Sex. Nach dem Ende der Beziehung schlief sie jedoch mit Salter.
Vince sagt, Randall habe ihm damals erzählt, sie sei von Salter vergewaltigt worden. Es stellt sich auch heraus, dass Vince das Gespräch aufzeichnet.
Randall kommt und schaltet sich in das Gespräch ein. Sie erzählt, sie sei eine Staatsanwältin. Das Trio diskutiert über die vermeintliche Vergewaltigung. Randall ruft mit ihrem Handy die Polizei, der sie sagt, sie könne Vince wegen des Drogenbesitzes und Salter wegen der Vergewaltigung verhaften. Sie sagt den Männern, sie hätten nur wenige Minuten Zeit für die Flucht. Salter bleibt sitzen während Vince hastig seinen Vorrat an Drogen die Toilette runterspült.
Randall offenbart, sie habe den Anruf nur vorgetäuscht und verlässt das Zimmer.

## Kritiken
Kevin Thomas schrieb in der Los Angeles Times vom 2. November 2001, der Film sei eine „geschickte und einnehmende Adaption des Theaterstücks“. Linklater widersetze sich nicht der theatralischen Wirkung des Materials, sondern nutze dessen Kraft. Alle drei Darstellungen seien „schillernd“ („dazzle“).
Peter Travers schrieb in der Zeitschrift Rolling Stone vom 8. November 2001, der Film sei „ein weiteres aufregendes Experiment“ des Regisseurs. Er adaptiere im bissig-witzigen Ton das Theaterstück; die drei Darsteller seien in der Top-Form („all at the top of their game“).

## Auszeichnungen
Richard Linklater gewann im Jahr 2001 den Preis Laterna Magica der Internationalen Filmfestspiele von Venedig. Uma Thurman wurde 2002 für den Independent Spirit Award nominiert.

## Hintergrund
Der Film wurde in New York City gedreht. Er hatte seine Weltpremiere am 26. Januar 2001 auf dem Sundance Film Festival; am 8. September 2001 wurde er auf dem Toronto International Film Festival vorgeführt. Der Film wurde in den USA in nicht mehr als 35 Kinos gezeigt, in den er ca. 490 Tsd. US-Dollar einspielte.